# Mungugo
Mungugo är ett periodiskt vattendrag i Burundi.   Det ligger i provinsen Muyinga, i den norra delen av landet, 110 km nordost om huvudstaden Bujumbura.
Omgivningarna runt Mungugo är en mosaik av jordbruksmark och naturlig växtlighet. Runt Mungugo är det ganska tätbefolkat, med 230 invånare per kvadratkilometer.